# Naoki Yamada
Naoki Yamada (Prefectura de Saitama, Japó, 4 de juliol de 1990) és un futbolista japonès.

## Selecció japonesa
Naoki Yamada va disputar 2 partits amb la selecció japonesa.